# Susana Duijm

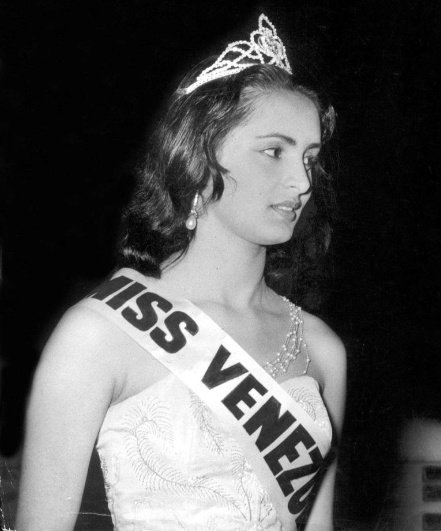
Susana Duijm (1955)

Carmen Susana Duijm Zubillaga (* 11. August 1936 in Barcelona, Anzoátegui, Venezuela; † 18. Juni 2016) war eine venezolanische Schönheitskönigin und Schauspielerin. 

## Karriere
Carmen Duijm nahm 1955 an mehreren Miss-Wahlen teil: Zunächst wurde sie am 9. Juli zur „Miss Venezuela“ gekürt und vertrat ihr Land bei der Wahl zur „Miss Universe“ am 22. Juli, bei der sie das Halbfinale erreichte. Am 20. Oktober wurde sie in London als Nachfolgerin von Antigone Costanda zur „Miss World“ gekrönt. Sie war die erste Teilnehmerin aus einem südamerikanischen Land und damit auch die erste Venezolanerin, die diesen Titel gewinnen konnte. Ihre Nachfolgerin als „Miss World“ wurde 1956 die Deutsche Petra Schürmann.
Nachdem sie als Schönheitskönigin Bekanntheit erlangt hatte, erhielt sie einige Filmrollen und TV-Moderationen.